# كنيس بيت يعقوب

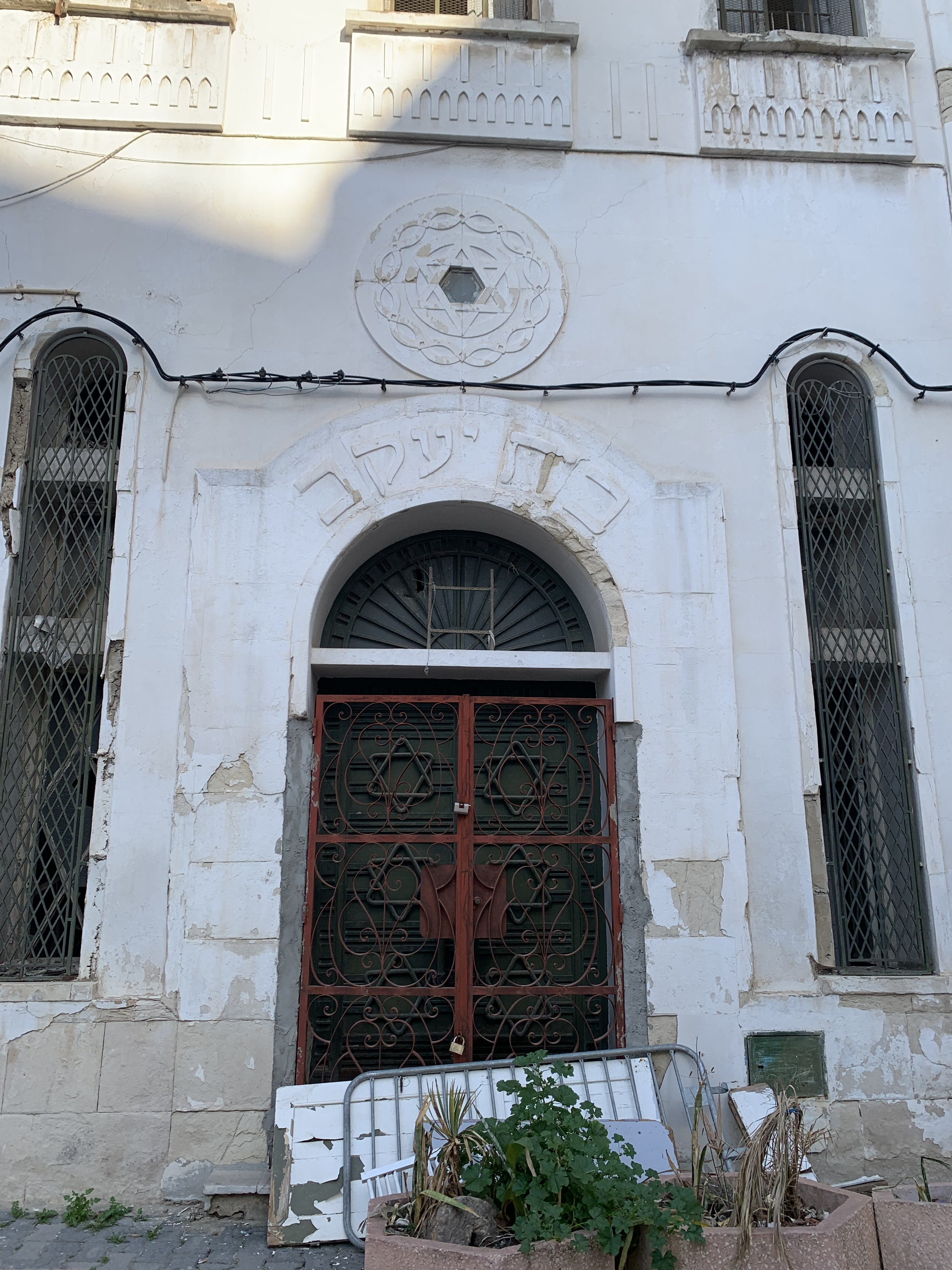
واجهة الكنيس في وضعه الحالي (2024).

كنيس بيت يعقوب أو معبد كوهين (بالفرنسية: Synagogue Bet Yaakov)‏، هو كنيس يهودي تونسي يقع في شارع دو لا لوار (Rue de la Loire) في تونس العاصمة.

## التاريخ
هذا الكنيس هو الأول الذي يشيد خارج مدينة تونس العتيقة. يحمل اسم شالوم كوهين، الذي تبرع بالمبنى للجالية اليهودية بتونس بين 1880 و1890. هذا الأخير شيد قصره غير بعيد عن الكنيس الذي تبرع به، في المكان الذي أصبح بعد ذلك شارع باريس، وقصره أصبح قصر الشركات الفرنسية (اليوم يستضيف المعهد الوطني للموسيقى بتونس). فوق مدخل الكنيس توجد عبارة بيت يعقوب باللغة العبرية، ثم كوة تحيط بها نجمة داود.

## مقالات ذات صلة
- يهود تونس